# Distretto di Funing
Il distretto di Funing (抚宁区S, Fǔníng QūP) è un distretto della Cina, situato nella provincia di Hebei e amministrato dalla prefettura di Qinhuangdao.